# Heinrich von Angeli
Pour les articles homonymes, voir Angeli.
Heinrich von Angeli est né le 8 juillet 1840 à Odenbourg (actuelle Sopron), en Hongrie, et est décédé le 21 octobre 1925 à Vienne, en Autriche. C’est un peintre autrichien surtout connu pour ses portraits.

## Biographie
Après des études à l’Académie des Beaux-Arts de Vienne, Heinrich von Angeli poursuit sa formation à l’Académie des Beaux-Arts de Düsseldorf (où il a pour professeur Emanuel Leutze en 1856) et à l’Académie des beaux-arts de Munich (où il a pour professeur Karl von Piloty en 1858). Après son retour à Vienne en 1862, il connaît un grand succès grâce à ses scènes historiques et surtout ses portraits.
De plus en plus célèbre, il devient l’un des portraitistes les plus renommés d’Europe et réalise les portraits de plusieurs membres du gotha européen. Il peint ainsi, entre autres, la reine Victoria du Royaume-Uni, le Kronprinz Frédéric de Prusse ou l’impératrice Augusta-Victoria d’Allemagne.
Décédé en 1925, il repose aujourd’hui dans le Cimetière central de Vienne.

## Distinctions
- Pour le Mérite

## Œuvre
- L'Impératrice Frédérick d'Allemagne, princesse héritière de Prusse, 1882, huile sur toile, 71 × 58 cm, Wallace Collection, Londres[1]